# Ipecac Recordings
Ipecac Recordings ist ein US-amerikanisches Independent-Plattenlabel mit Sitz in Orinda, Kalifornien.
Das Label wurde 1999 von Mike Patton und Greg Werckman in Alameda, Kalifornien gegründet. Es wurde ins Leben gerufen, um grenzwertige Musik zu veröffentlichen. Um diese Ausrichtung des Labels anschaulich zu machen, sowie um ein erstes populär besetztes Aushängeschild zu haben, erschien das erste Fantômas-Album auf Ipecac.
Benannt wurde das Label nach Ipecacuanha, der sogenannten Brechwurzel; als Untertitel führt es den Slogan Making people sick since 1999.

## Künstler
- Alain Johannes Trio
- Bohren & der Club of Gore
- Daughters
- Dälek
- Dub Trio
- End
- Eyvind Kang
- Fantômas
- General Patton vs The X-ecutioners
- Goon Moon
- Guapo
- Isis
- Kaada
- kid606
- Maldoror
- Moistboyz
- Mondo Generator
- Mouse on Mars
- Orthrelm
- Otto von Schirach
- Palms
- Peeping Tom
- Phantomsmasher
- Pink Anvil
- Ruins
- Sensational
- Skeleton Key
- Steroid Maximus
- The Bobby Lees
- The Curse of the Golden Vampire
- The Kids of Widney High
- The Locust
- The Lucky Stars
- The Melvins
- The Young Gods
- Tomahawk
- Trevor Dunn’s Trio Convulsant
- Venomous Concept
- Vincent & Mr. Green
- Yoshimi & Yuka
- Zu